# Фадига, Халилу
Халилу́ Фадига́ (фр. Khalilou Fadiga; 30 декабря 1974, Дакар) — сенегальский и французский футболист, имеющий также подданство Бельгии, полузащитник.

## Карьера
Халилу родился в Сенегале, но в раннем возрасте переехал во Францию. Здесь он и сделал свои первые шаги в футболе, занимаясь в молодёжном клубе «Лез-Онфа», а затем перейдя в более серьезный клуб ПСЖ. Но проведя год в молодёжке, покинул клуб и в 1991 году вернулся в родной «Лез-Онфа». И снова через год Фадига сменил клуб и перешел во второй состав парижского клуба «Ред Стар». Затем, игрок отправился в Бельгию, где впервые заявил о себе, играя за Льеж. Всего за клуб в чемпионате, он сыграл 26 игр и забил 5 мячей. 

## Международная карьера
Фадига сыграл первые матчи за сборную в течение его последнего сезона в «Брюгге». Обладая к тому времени бельгийским паспортом (полученным на основании брака), он имел право играть за национальную команду и этой страны, но предпочёл выступать за африканское государство. Фадига способствовал успеху сборной в отборочном цикле к чемпионату мира 2002 года и проявил себя на самом первенстве, реализовав пенальти в матче с Уругваем.